# Lee Hsien Loong
Lee Hsien Loong (chiń. upr. 李显龙; chiń. trad. 李顯龍; pinyin Lǐ Xiǎnlóng) (ur. 10 lutego 1952 w Singapurze) – singapurski polityk. Wicepremier od 28 listopada 1990 do 12 sierpnia 2004, minister finansów od 10 listopada 2001 do 1 grudnia 2007, premier Singapuru od 12 sierpnia 2004  do 15 maja 2024. Sekretarz generalny Partii Akcji Ludowej od 3 grudnia 2004.
Lee Hsien Loong jest najstarszym synem pierwszego premiera Singapuru, Lee Kuan Yewa (1923–2015). Studiował matematykę i informatykę w Trinity College na Uniwersytecie Cambridge .
12 sierpnia 2004 został trzecim premierem Singapuru zastępując na stanowisku Goh Chok Tonga . 5 listopada 2023 zapowiedział rezygnację z tego urzędu na rzecz wicepremiera Lawrence'a Wonga, co nastąpiło 15 maja 2024.

## Odznaczenia
- Wielka Wstęga Orderu Wschodzącego Słońca (Japonia, 2025)[6]